# Red velvet
La red velvet ("velluto rosso"), anche conosciuta come red velvet cake e red velvet cheesecake, è una torta al cioccolato statunitense ma diffusa in tutto il mondo.

## Storia
Tra gli antecedenti della red velvet vi è la cosiddetta velvety cake, un dessert con un trito di pasta dolce "vellutato" (da cui il nome della torta) che si differenziava dalla più famosa crumb cake con briciole grossolane. La devil's food cake, altro dolce che avrebbe precorso la red velvet, si distingue da quest'ultima in quanto viene preparato utilizzando un'abbondante quantità di cioccolato al posto della polvere di cacao.
Alla Adams Extract è attribuito il merito di aver popolarizzato la red velvet in tutti gli USA durante la grande depressione, in quanto fu una delle prime aziende a promuovere dei coloranti alimentari rossi e altri estratti aromatici tramite volantini per i punti vendita e schede di ricette che potevano essere strappate dalle riviste.
Negli anni quaranta e cinquanta la red velvet divenne uno dei dolci più noti della catena di negozi canadese Eaton's. Alcuni erano convinti erroneamente che il dolce fosse stato ideato da Lady Eaton, moglie del fondatore Timothy Eaton.
A contribuire alla fama della red velvet vi  fu il Waldorf-Astoria Hotel di New York, tanto che il dolce venne qualche volta soprannominato Waldorf-Astoria cake.
Benché sia considerata una specialità del sud degli Stati Uniti, la red velvet è oggi  reperibile in tutti gli USA, ove viene spesso mangiata a san Valentino, in Canada e in molti paesi europei.

## Caratteristiche
La red velvet è a base di farina, burro, zucchero, latticello, cacao, uova e colorante alimentare. Di solito, la red velvet è composta da una base per una torta a strati che viene successivamente guarnita con crema di formaggio (che è quella più usata per prepararla negli USA) o, in alternativa di burro, spesso aromatizzate alla vaniglia e di colore chiaro per aumentare il contrasto con il rosso della torta. Il colore rosso da cui prende il nome la red velvet può essere più o meno acceso a seconda del colorante alimentare usato per prepararla. 
In origine il colore rosso scuro della torta era dato dalla reazione chimica tra il cacao in polvere con gli ingredienti acidi, quali il latte acido o latticello. Ora la colorazione viene accentuata con l'aggiunta di un colorante alimentare.

## Alimenti simili
I red velvet cupcake sono cupcake preparati usando i medesimi ingredienti della torta red velvet.
La red velvet ha molti elementi in comune con numerose torte al cacao tra cui la devil's food cake, che viene preparata usando una maggiore quantità di cioccolato e non ha il colorante rosso.